# 中道改革統合新黨
中道改革統合新黨（韩语：／），是由脱离开放国民党的金汉吉等20名议员于2007年5月7日创立的政党。2007年6月29日与民主党合并为中道统合民主党。